# Biotrofy
Biotrofy, grzyby biotrotroficzne – grzyby pasożytnicze, które mogą rozwijać się tylko na powierzchni lub wewnątrz żywych organizmów. Poza nimi mogą przetrwać tylko ich wyspecjalizowane przetrwalniki. Zaliczane są do grupy pasożytów okolicznościowych. Żywią się kosztem substancji organicznych pobieranych od żywiciela, wywołując grzybowe choroby roślin. Zwykle jednak nie zabijają żywiciela, gdyż jego śmierć prowadzi również do ich śmierci. Tym odróżniają się od nekrotrofów, które zabijają żywiciela, lub przynajmniej jego porażone organy, a dopiero potem odżywiają się jego obumarłymi tkankami.
Biotrofy są zazwyczaj monofagami  pasożytującymi na jednym tylko gatunku żywiciela, lub na niewielkiej grupie spokrewnionych z nim gatunków. Typowymi przedstawicielami biotrofów są gatunki z rodziny mączniakowatych (Erysphaceae) wywołujące mączniaka prawdziwego lub rodziny rdzowatych (Pucciniaceae), które wywołują choroby zwane rdzami.